# Beri (thị xã)
Beri là một thị xã của quận Jhajjar thuộc bang Haryana, Ấn Độ.

## Nhân khẩu
Theo điều tra dân số năm 2001 của Ấn Độ, Beri có dân số 16.146 người. Phái nam chiếm 54% tổng số dân và phái nữ chiếm 46%. Beri có tỷ lệ 55% biết đọc biết viết, thấp hơn tỷ lệ trung bình toàn quốc là 59,5%: tỷ lệ cho phái nam là 59%, và tỷ lệ cho phái nữ là 51%. Tại Beri, 13% dân số nhỏ hơn 6 tuổi.